# Eucosmophora dives
Eucosmophora dives är en fjärilsart som beskrevs av Walsingham 1897. Eucosmophora dives ingår i släktet Eucosmophora och familjen styltmalar.
Artens utbredningsområde är:
- Dominikanska republiken.
- Puerto Rico.
- Barbados.
- Grenada.

Inga underarter finns listade i Catalogue of Life.